# لوطون (صحيفة تونسية)
لوطون (Le Temps ) هي صحيفة يومية تونسية فرنسية اللسان صدر عددها الأول يوم 1 جوان 1975 . أسسها الحبيب شيخ روحه وتصدر عن دار الصباح. وتصف نفسها بأنها «صحيفة مستقلة». يديرها ويرأس تحريرها رؤوف شيخ روحه. وهي تسحب ما بين 35 و38 ألف نسخة.

## وصلة خارجية
- النشرة الإلكترونية لجريدة لوطون